# Flavio Etcheto
Flavio Lucio Máximo Fernández Etcheto (Buenos Aires, 4 de agosto de 1965-Mar del Plata, 6 de enero de 2022) fue un productor, músico y compositor argentino. Compuso varias letras para los discos Bocanada y Siempre es hoy de Gustavo Cerati, al igual que para discos de Isla de los Estados y Resonantes. Participó como músico de Soda Stereo y en los discos Conga y Cámara, de Daniel Melero. Muy vinculado con Gustavo Cerati y Leandro Fresco, ha formado con ellos bandas como Roken, Resonantes y Ocio. 

## Obra
Etcheto fue un músico multiinstrumentista y vocalista que interpretó y compuso a través de una gran variedad de estilos como sonic rock, dub, intelligent techno, house, pop, y música electrónica en general.
Sus alias incluyen: Flav, Flavius e, Isla de los estados, Trineo, Ocio, Roken y Resonantes, también ha trabajado en cine para los soundtracks de "Chicos ricos" (M. Galperin, 2000) y "Sólo por hoy" (Ariel Rotter, 2001).
Algunos de sus temas compuestos con Ocio fueron reeditados en los recopilatorios "Elektronische Musik Aus Buenos Aires" (1999), "In Our Lifetime Vol. 1" (2002) y "Pasada Profesional" (2002) del DJ y productor musical catalán Ángel Molina.

## Discografía seleccionada

### Álbumes
- Manantial , Promo, 2004

### Con La Algodonera
- La Algodonera,1988

### Compilatorios
- Grandes éxitos, 1989

### Con Resonantes
- Resonantes, EP, Resonantes, 1993
- Sumergible, Resonantes, 1995
- Simultáneo, Resonantes, 1997

### Con Trineo
- Trineo, 1998
- A nevería, Trineo, 2000
- Mejores ciudades, Trineo, 2002

### Con Ocio
- Álbum "Medida universal", BMG–Ariola (1999)[3]
- EP "Insular", Frágil Discos (2000).
- «Vapor en las Nubes»[4] (Varios - "Fragil Discos compilado EP, Promo 2"), Frágil Discos (2000).
- «Permanente»[5] (Álbum recopilatorio "Roho: música para peluquerías"), EPSA Music S.A. (2000).

### Con Isla de los Estados
- Latitud, Isla de los Estados, 2007
- Expreso, Isla de los Estados, 2010
- Sol Arabe, Isla de los Estados, 2014

### Solista
- Conjunción, 2005 - Casadelpuentediscos
- Conjunción rmx 12", 2006 - Casadelpuentediscos
- Indicios 12 ", 2007 - Kupeimusica
- Baile sin verbo digital release, 2008 - Unlock
- Dote ep, digital release, 2009 - Casadelpuentediscos
- Solaz, Vinilo 12 " y digital release, 2010 - Kumquat-records
- Triptico, Vinilo 7 " y digital release, 2017 - Casadelpuentediscos
- Superbrillantes, digital - CD - 12" 2018 - Casa del Puente discos
- Éxitos eléctrónicos, digital - CD  2021. - Sony Music Argentina

#### Acompañando a otros músicos
- Siempre es hoy, Gustavo Cerati, 2002
- +Bien, Gustavo Cerati, 2001
- Solo por hoy, Gustavo Cerati, 2001
- Bocanada, Gustavo Cerati, 1999
- Sueño Stereo, Soda Stereo, 1995*
- Colores Santos, Gustavo Cerati y Daniel Melero, 1992
- Dynamo, Soda Stereo, 1992
- Cámara 1, Daniel Melero, 1991
- Conga, Daniel Melero, 1989
- Mentirse y creerse, La Sobrecarga, 1987
- El Camino Contrario, El Corte, 1987